# Свећа на ветру
Свећа на ветру (енгл. The Candle in the Wind) је фантастични роман британског писца Т. Х. Вајта, који представља четврти део тетралогије Краљ бивши и будући. Написан 1940, први пут је објављен 1958. године у сабраном издању и бави се последњим недељама владавине краља Артура.

## Радња
Прича почиње са Мордредом и Агравејном, обојицом незадовољним. Мордред мрзи свог оца, краља Артура, а Агравејн гаји презир према сер Ланселоту. Њихове ставове не деле њихова браћа Гавејн, Гарет и Гахерис. Веза Ланселота и краљице Гиневре траје већ неко време и сви на двору знају за њу. Нико, међутим, о томе јавно не говори, јер закон би захтевао да се Ланселот убије, а Гиневера спали на ломачи.
Да би спровели своју освету, Мордред и Агравејн одлучују да оду код краља и оптуже краљицу за прељубу. Узнемирен овим, краљ Артур пристаје да оде у лов како би витезовима дао шансу да ухвате краљицу са Ланселотом, иако каже да се, ако буду ухваћени, нада да ће Ланселот успети да убије све сведоке и додаје да ако њих двојица не успеју да поткрепе своје тврдње, он ће се побринути да их сам закон гони.
У исто време Артур признаје Гиневри и Ланселоту страшну тајну: када се Мордред родио, многи људи су Артуру рекли да ће дете бити зло, пошто је рођено као резултат инцеста. Под притиском, краљ је наредио да се све бебе рођене у слично време кад и Мордред ставе на брод, који је потом намерно потопљен. Мордред је, међутим, успео да преживи, а Артур је живео са кривицом што је изазвао смрт осталих беба.
Краљ одлази у лов, а Ланселот се спрема да се ушуња у Гиневрину собу. Пре него што успе да оде, посећује га Гарет и упозорава га на Мордредову и Агравејнову заверу. Ланселот срдачно прима Герета, али претњу не схвата озбиљно јер не верује да би Артур прихватио такву идеју. Он одлази у краљичину собу без оружја и оклопа, уверавајући Гарета да ће се сви заједно смејати када се краљ врати.
У Гиневриној соби, Ланселот јој кроз смех говори о Гаретовом упозорењу. За разлику од њега, међутим, краљица претњу схвата озбиљно и покушава да га убеди да оде пре него што буду ухваћени. Група витезова покушава да упадне у Гиневрину собу. Ланселот успева да убије једног од њих, за кога се касније испоставило да је био Агравејн, и узима његово оружје и оклоп да победи остале. Мордред бежи да каже Артуру о краљичиној неверности. Ланселот је приморан да побегне из Камелота, али обећава да ће се вратити да спасе Гиневру.
Иако Артур није вољан да погуби своју супругу, он је обавезан да поштује своје законе и припрема се за њено погубљење. Мордред се суочава са презиром и бесом своје полубраће, који су бесни на њега што је окривио краљицу и оптужују га да је кукавица јер је побегао од борбе са Ланселотом. Артур им касније објашњава да је Мордред преживео јер Ланселот није хтео да убије Артуровог сина.
Када Мордред сазна да ће се Ланселот вратити да спречи Гиневрино погубљење, он захтева да Артур постави више чувара. Док Гавејн одбија да учествује у овоме, Гарет и Гахерис су стационирани као додатни чувари. Баш пре него што је Гиневра спаљена, Ланселот долази на коњу и спасава је. На Гавејнов ужас, откривено је да је у журби да стигне до краљице, Ланселот убио Гарета и Гахериса пре него што је успео да их препозна.
Гиневра и Ланселот беже у Француску и траже опроштај од папе. Добијају опрост и Гиневри је дозвољено да се врати у Камелот. Ланселот остаје у Француској, где је Артур приморан да се бори са њим за част. Након што је провео неколико дана изазивајући Ланселота као издајника и кукавицу, Гавејн добија ударац у главу који га тешко повређује.
У Камелоту, Мордред је остављен да влада уместо Артура. Он сатера Гиневру у ћошак и каже јој да намерава да свргне Артура и узме је за жену, као освету што је Артур спавао са Мордеровом мајком. Гиневра успева да пошаље поруку Артуру, а Гавејн убрзо подлеже повреди.
Артур се затим враћа у Енглеску да заустави Мордреда. Уочи битке, у полусвесном стању, Артур се сећа Мерлинових лекција. Да би се уверио да ће његово наслеђе живети, чак и ако погине у бици, он своје идеје објашњава младом дечаку, Тому од Ворика. Он каже дечаку да је његова идеја о миру била као свећа на ветру, коју је он само уз напор одржавао упаљеном. Књига се завршава тако што Артур шаље Тома на сигурно и спрема се да се суочи са предстојећом битком „мирног срца”. Артур признаје да ће можда поново покушати да направи још један савршен Округли сто, и сећа се времена које је провео са Мерлином. (У Књизи о Мерлину ово је тренутак када се Мерлин појављује и одводи Артура на дебату о рату и човечанству.) Или ће Артур умрети у бици, или ће бити доведен у Авалон, где његове ране могу бити залечене како би могао поново да влада.

## Адаптације
Мјузикл Камелот је у великој мери заснован на Витезу лошег кова и Свећи на ветру.